# Survivor
„Сървайвър“ (на английски: Survivor; в превод: „оцелял“) е американско риалити шоу, започнало по телевизия CBS през 2000 година с първи сезон в Борнео. В САЩ са произведени повече от 45 сезона.
В България предаването започва своето излъчване през 2006 г. по bTV като са излъчени четири последователни сезона. Впоследствие телевизията реализира пети сезон през 2014 г., а след ново дълго прекъсване форматът е подновен през 2022 г. В различните сезони общо са участвали повече от 100 състезатели.
Обикновено предаването се записва в продължение на няколко седмици на екзотична дестинация, където участниците са в изолация. В българския формат на предаването през годините е имало различни съпътстващи продукции – част от които са епизоди на живо.

## Формат
Участниците са 16 на брой в класическия вариант, но в последните сезони в САЩ са 18 или 20, а във Фиджи са 19. Състезателите са на самотен остров или на друго отдалечено място с ограничени количества храна и минимални удобства. Разделени са на няколко – най-често две – племена на случаен принцип.
Играта протича в тридневен цикъл, като на всеки 3 дни племената се срещат за 2 състезания и загубилият второто отива на племенен съвет. Първото състезание е за награда – спечелилото племе получава необходими за оцеляването предмети, а в по-късни етапи също и храна или среща с местни обичаи, или дори със свои роднини. Второто състезание е за имунитет, като загубилият го се явява на племенен съвет, на който бива изключен един от съплеменниците. Състезанията са за сръчност и бързина. Племенният съвет се провежда на края на всеки трети ден и на него участниците в племето разказват пред водещия своите впечатления от изминалите дни. В края на съвета чрез тайно гласуване съплеменниците изгонват един от племето, който напуска състезанието. След като по този начин бъдат изгонени известен брой участници – обикновено докато останат 10 души – двете племена се обединяват.
Обединеното племе отново участва в състезания, но вече е на индивидуален принцип, като спечелилият имунитет също се явява с останалите на племенен съвет, но не може да гласува на него. След като съплеменниците останат девет, изгонените не напускат играта, а формират жури, което накрая гласува за победител в играта. Елиминирането продължава, докато останат двама участници в играта. След това журито от седем души провежда таен вот за победител в играта.
Резултатът от гласуването най-често се разкрива след края на излъчването на всички епизоди на Survivor и става, след като всички участници са се върнали в цивилизацията. Победителят печели един милион долара. В осми сезон е даден единственият милион (1 000 000) на човек, който не е спечелил играта, а симпатиите на публиката – Рупърт. Survivor се излъчва най-редовно в САЩ, но има свои серии в Англия, Австралия, Швеция. В българското издание първоначално голямата награда е 250 000 лв.

## Сезони

### Основни характеристики
| Сезон | Сезон | Име                            | ТВ канал | ТВ сезон      | Водещ                                        | Дни | Локация    | Участници | Победител         | Награда     | Продуценти              |
| ----- | ----- | ------------------------------ | -------- | ------------- | -------------------------------------------- | --- | ---------- | --------- | ----------------- | ----------- | ----------------------- |
|       | 1     | Survivor BG                    | bTV      | 2006 (есен)   | Камен Воденичаров                            | 57  | Доминикана | 16        | Нели Иванова      | 250 000 лв. | Seven-Eight Productions |
|       | 2     | Survivor: Експедиция Робинзон  | bTV      | 2007 (есен)   | Владимир Карамазов                           | 52  | Доминикана | 22        | Георги Костадинов | 250 000 лв. | DreamTeam Productions   |
|       | 3     | Survivor: Островите на перлите | bTV      | 2008 (есен)   | Владимир Карамазов                           | 52  | Панама     | 22        | Николай Мартинов  | 250 000 лв. | DreamTeam Productions   |
|       | 4     | Survivor: Филипини             | bTV      | 2009 (есен)   | Евтим Милошев (до ден 20) Владимир Карамазов | 52  | Филипини   | 24        | Георги Кехайов    | 250 000 лв. | DreamTeam Productions   |
|       | 5     | Survivor: Камбоджа             | bTV      | 2014 (есен)   | Владимир Карамазов                           | 52  | Камбоджа   | 23        | Ваня Джаферович   | 100 000 лв. | DreamTeam Productions   |
|       | 6     | Survivor: Скритият идол        | bTV      | 2022 (пролет) | Владимир Карамазов                           | 43  | Филипини   | 20        | Зоран Петровски   | 150 000 лв. | Продукция на bTV        |
|       | 7     | Survivor 7                     | bTV      | 2023 (пролет) | Ваня Джаферович                              | 70  | Доминикана | 24        | Благой Георгиев   | 150 000 лв. | Acun Medya              |

### Излъчване на основни епизоди и съпътстващи продукции
| Сезон            | Сезон | Епизоди      | Старт             | Финал                                      | Излъчване                            | Съпътстващи продукции                                                           |
| ---------------- | ----- | ------------ | ----------------- | ------------------------------------------ | ------------------------------------ | ------------------------------------------------------------------------------- |
|                  | 1     | 58           | 20 септември 2006 | 11 декември 2006                           | понеделник – петък 20:00 – 21:00     | –                                                                               |
|                  | 2     | 52           | 19 септември 2007 | 6 декември 2007                            | понеделник – петък 20:00 – 21:00     | Survivor Live с Евтим Милошев 11 епизода, понеделник 21:00 – 22:00              |
|                  | 3     | 52           | 24 септември 2008 | 21 декември 2008                           | вторник – петък 20:00 – 21:00        | Survivor Live с Евтим Милошев 13 епизода, събота 22:30 – 23:30                  |
|                  | 4     | 50           | 22 септември 2009 | 21 декември 2009                           | понеделник – четвъртък 21:00 – 22:00 | Survivor студио с Евтим Милошев 13 епизода, неделя 22:30 – 23:30                |
|                  | 5     | 54           | 15 септември 2014 | 15 декември 2014                           | понеделник – четвъртък 21:30 – 22:30 | Survivor Камбоджа-Студио с Христина Апостолова 12 епизода, събота 18:00 – 19:00 |
|                  | 6     | 30           | 21 февруари 2022  | 27 април 2022                              | понеделник – сряда 21:00 – 22:30     | Survivor зад кадър с Ваня Джаферович 44 епизода онлайн, четвъртък – неделя      |
|                  | 7     | 3            | 18 февруари 2023  | 20 февруари 2023                           | събота – понеделник 20:00 – 23:00    | –                                                                               |
| 26 февруари 2023 | 7     | 3            | 28 февруари 2023  | неделя – вторник 20:00 – 23:00             |                                      | –                                                                               |
| 6                | 7     | 4 март 2023  | 14 март 2023      | събота, понеделник и вторник 20:00 – 23:00 |                                      | –                                                                               |
| 18               | 7     | 20 март 2023 | 16 май 2023       | понеделник и вторник 20:00 – 23:00         |                                      | –                                                                               |

## Първи сезон
Първият сезон на българската версия на „Сървайвър“ е заснет на необитаван остров на Карибите извън плажната ивица на Доминиканската република през лятото на 2006 г. от интернационален българо-аржентински екип. Водещ на сезона е Камен Воденичаров и е продуцирано от компанията „Седем-осми“ на Слави Трифонов и екип „Продукция“ на bTV. Епизодите се излъчват всеки делник в праймтайма на телевизията между 20 септември и 11 декември 2006 г.
В този сезон се състезават 16 участници (8 мъже и 8 жени). Голямата наградата за победителя е 250 000 лева и титлата „Последният оцелял“.
Победител в Survivor BG е Нели Иванова.

### Участници
| Участник                      | Първоначално племе | Комутируемо племе | Обединено племе | Финал                                                             |
| ----------------------------- | ------------------ | ----------------- | --------------- | ----------------------------------------------------------------- |
| Оля Господинова 51, София     | Дуло               |                   |                 | Елиминирана първа                                                 |
| Маргарита Янкова 21, Русе     | Дуло               |                   |                 | Елиминирана втора                                                 |
| Дияна Агонцева 35, София      | Дуло               |                   |                 | Елиминирана трета                                                 |
| Александър Димитров 28, София | Дуло               | Дуло              |                 | Елиминиран четвърти                                               |
| Илиана Вълчева 27, Плевен     | Вокил              | Вокил             |                 | Елиминирана пета                                                  |
| Костадин Трайков 33, Варна    | Дуло               | Дуло              |                 | Елиминиран шести                                                  |
| Андрей Манев 27, Варна        | Вокил              | Дуло              | Кубрат          | Елиминиран седми                                                  |
| Звездомир Шутов 24, Бургас    | Дуло               | Дуло              | Кубрат          | Елиминиран осми 1-ви член на журито                               |
| Иван Сираков 48, София        | Дуло               | Дуло              | Кубрат          | Елиминиран девети 2-ри член на журито                             |
| Таня Василева 22, София       | Вокил              | Вокил             | Кубрат          | Елиминирана десети 3-ти член на журито                            |
| Семра Ниязиева 26, Антоново   | Дуло               | Дуло              | Кубрат          | Елиминирана единадесета 4-ти член на журито                       |
| Петя Спасова 27, Гулянци      | Вокил              | Вокил             | Кубрат          | Елиминирана дванадесета 5-и член на журито                        |
| Валентин Христов 53, София    | Вокил              | Вокил             | Кубрат          | Елиминиран в предизвикателство, тринадесети 6-и член на журито    |
| Атанас Ганев 32, Бургас       | Вокил              | Вокил             | Кубрат          | Елиминиран в предизвикателство, четиринадесети 7-и член на журито |
| Ахмед Шуганов 26, Якоруда     | Вокил              | Вокил             | Кубрат          | Подгласник                                                        |
| Нели Иванова 29, Бургас       | Вокил              | Вокил             | Кубрат          | Победител                                                         |

## Втори сезон
Вторият сезон на българския Survivor е под името Survivor: Експедиция Робинзон. Изпълнителен продуцент вече е DreamTeam Productions на Евтим Милошев, а водещият е Владимир Карамазов.
Началото на предаването е на 24 септември 2007 г. в 20:00 ч., но на 19 септември, поради огромния интерес, първият епизод е на живо, в който са представени 22-мата участници. В този сезон има известни участници, като певицата Джина Стоева и Светла Димитрова. Запазва се схемата на излъчване на епизодите. За първи път екипът подготвя и съпътстваща продукция – студиото Survivor Live всеки понеделник от 21:00 ч.
Победител е Георги Костадинов.

### Участници
| Участник                           | Първоначално племе | Обединено племе | Финал                                                            |
| ---------------------------------- | ------------------ | --------------- | ---------------------------------------------------------------- |
| Петър Недялков 54, Варна           | Няма племе         |                 | Елиминиран още първия ден                                        |
| Галина Иванова 29, Димитровград    | Няма племе         |                 | Елиминирана още втория ден                                       |
| Цветелина Разложка 29, Самоков     | Барбадос           |                 | Елиминирана първа                                                |
| Саша Воскресенска 46, Кюстендил    | Барбадос           |                 | Елиминирана втора                                                |
| Христина Димитрова 22, Благоевград | Барбадос           |                 | Елиминирана трета                                                |
| Габриела Мартинова 18, Кърджали    | Тортуга            |                 | Елиминирана четвърта                                             |
| Иван Кристоф 38, София             | Тортуга            |                 | Елиминиран пети                                                  |
| Меги Дерм 33, Ямбол                | Барбадос           |                 | Елиминирана шеста                                                |
| Биляна Мартинова 18, Кърджали      | Барбадос           |                 | Елиминирана седма                                                |
| Дияна Първанова 21, Овощник        | Тортуга            |                 | Елиминирана осма                                                 |
| Антон Агонцев 35, Дупница          | Барбадос           | Дрейк           | Отказал се, девети                                               |
| Георги Кръстев 23, Варна           | Барбадос           | Дрейк           | Елиминиран десети 1-ви член на журито                            |
| Станка Никлева 28, Русе            | Тортуга/Барбадос   | Дрейк           | Елиминирана единадесета 2-ри член на журито                      |
| Александър Киров 33, София         | Барбадос           | Дрейк           | Елиминиран дванадесети 3-ти член на журито                       |
| Мирослав Джоканов 19, Видин        | Тортуга            | Дрейк           | Елиминиран тринадесети 4-ти член на журито                       |
| Джина Стоева 31, Русе              | Тортуга            | Дрейк           | Елиминирана четиринадесета 5-и член на журито                    |
| Станислав Илиев „Финдо“ 26, София  | Барбадос           | Дрейк           | Отказал се, петнадесети 6-и член на журито                       |
| Лъчезар Борисов 44, Ямбол          | Тортуга            | Дрейк           | Елиминиран шестнадесети 7-и член на журито                       |
| Дилян Бъчваров „Бъч“ 22, Габрово   | Тортуга            | Дрейк           | Елиминиран в предизвикателство, седемнадесети 8-и член на журито |
| Георги Дренски 31, София           | Барбадос           | Дрейк           | Елиминиран в предизвикателство, осемнадесети 9-и член на журито  |
| Светла Димитрова 37, Ботевград     | Тортуга            | Дрейк           | Подгласник любимец на зрителите с 36% гласове                    |
| Георги Костадинов 27, Петрич       | Тортуга            | Дрейк           | Победител                                                        |

## Трети сезон
Третият сезон носи името Survivor: Островите на перлите. Първоначално е подготвен като Survivor: Империята на маите, но това е променено през януари-февруари месец 2008.
Запазва се напълно екипът, който стои зад реализацията на предаването. Епизодите се заснемат в Панама през лятото на 2008 г., а се излъчват през есенния телевизионен сезон.
Победителят е Николай Мартинов, който печели награда от 250 000 лева.

### Участници
| Участник                          | Първоначално племе | Комутируемо племе | Обединено племе | Финал                                                             |
| --------------------------------- | ------------------ | ----------------- | --------------- | ----------------------------------------------------------------- |
| Иванка Костова 46, София          | Пачека             |                   |                 | Елиминирана първа                                                 |
| Марина Антонова 19, Плевен        | Пачека             |                   |                 | Елиминирана втора                                                 |
| Филип Лхамсурен 28, София         | Мого Мого          |                   |                 | Елиминиран трети                                                  |
| Лъчезар Ангелов 40, София         | Мого Мого          | Мого Мого         |                 | Елиминиран четвърти                                               |
| Живко Найденов 27, София          | Мого Мого          | Пачека            |                 | Напуснал доброволно                                               |
| Димитър Димитров 29, София        | Мого Мого          | Мого Мого         |                 | Елиминиран пети                                                   |
| Валентин Гавазов 52, Пловдив      | Мого Мого          | Мого Мого         |                 | Елиминиран шести                                                  |
| Силвия Радулова 29, София         | Пачека             | Мого Мого         |                 | Елиминирана седма                                                 |
| Али Алиев 28, Бургас              | Мого Мого          | Пачека            | Балбоа          | Елиминиран осми                                                   |
| Иван Димитров 38, Варна           | Мого Мого          | Пачека            | Балбоа          | Елиминиран девети                                                 |
| Здравко Здравков 37, София        | Мого Мого          | Пачека            | Балбоа          | Премахнат по здравословни причини 1-ви член на журито             |
| Ваня Бонева 23, Пловдив           | Пачека             | Пачека            | Балбоа          | Елиминирана десета 2-ри член на журито                            |
| Яна Маринова 29, София            | Пачека             | Пачека            | Балбоа          | Елиминирана единадесета 3-ти член на журито                       |
| Гергана Димитрова 23, София       | Пачека             | Пачека            | Балбоа          | Елиминирана дванадесета 4-ти член на журито                       |
| Евгения Ангелова 18, София        | Пачека             | Пачека            | Балбоа          | Елиминирана тринадесета 5-и член на журито                        |
| Георги Вънов 45, Варна            | Мого Мого          | Мого Мого         | Балбоа          | Елиминиран четиринадесети 6-и член на журито                      |
| Гергана Савова 31, София          | Пачека             | Мого Мого         | Балбоа          | Елиминирана петнадесети 7-и член на журито                        |
| Янита Янчева 21, Варна            | Пачека             | Пачека            | Балбоа          | Елиминирана шестнадесета 8-и член на журито                       |
| Галина Петкова 34, Бургас         | Пачека             | Мого Мого         | Балбоа          | Елиминирана в предизвикателство, седемнадесета 9-и член на журито |
| Силвия Димитрова 27, Стара Загора | Пачека             | Мого Мого         | Балбоа          | Трета                                                             |
| Спас Стоянов 24, София            | Мого Мого          | Мого Мого         | Балбоа          | Подгласник                                                        |
| Николай Мартинов 40, Кърджали     | Мого Мого          | Пачека            | Балбоа          | Победител                                                         |

## Четвърти сезон
Четвъртият сезон на българския Survivor е кръстен Survivor: Завладяването на Азия – Филипини. До ден 20 шоуто се води от продуцента Евтим Милошев, а по-късно титуляр остава актьорът Владимир Карамазов.
В сезона участват рекорден брой за родното издание участници – 24. Епизодите се заснемат през лятото на 2009 г., а се излъчват от понеделник до четвъртък в 21:00 ч.
На 30 май 2009 по време на снимките на един от епизодите участникът Нончо Воденичаров, кмет на община Раднево умира от инфаркт. Това се случва по време на награждаване след едно от състезанията в предаването. Участниците били щателно прегледани от лекарския екип на шоуто и всички, включително и Воденичаров, показали добро здравословно състояние. Близките му съобщават, че причината за смъртта му е масиран инфаркт. Главният изпълнителен директор на bTV Вики Политова обявява в интервю за в. „24 часа“, че камерите са заснели моментът на смъртта, но това няма да бъде излъчено по телевизията. След фаталния инцидент целия екип има два дни почивка, впоследствие работата продължава.
Победителят в този сезон е Георги Кехайов. Той е и последният носител на титлата „Последният оцелял“, който печели награда от четвърт милион лева.

### Участници
| Участник                               | Оригинално племе | Първо племе | Второ племе | Обединено племе | Финал                                                            |
| -------------------------------------- | ---------------- | ----------- | ----------- | --------------- | ---------------------------------------------------------------- |
| Индира Касимова 22, София              | Таяк             |             |             |                 | Елиминирана първа                                                |
| Мария Календерска 24, София            | Питого           |             |             |                 | Елиминирана втора                                                |
| Пламен Пенев 23, София                 | Минданао         |             |             |                 | Напуснал доброволно                                              |
| Ралица Кирилова 28, София              | Питого           |             |             |                 | Елиминирана трета                                                |
| Георги Петков 29, София                | Питого           |             |             |                 | Елиминиран четвърти                                              |
| Нончо Воденичаров 53, Раднево          | Таяк             |             |             |                 | Починал                                                          |
| Светослав Бърканичков 35, Плевен       | Таяк             |             |             |                 | Напуснал доброволно                                              |
| Светлин Занев 35, Варна                | Таяк             |             |             |                 | Елиминиран пети                                                  |
| Емануела Бадева 22, София              | Таяк             | Питого      |             |                 | Напуснала доброволно                                             |
| Иван Йочколовски 24, Чикаго            | Таяк             | Минданао    |             |                 | Елиминиран шести                                                 |
| Николай Койчев 36, Димитровград        | Минданао         | Минданао    | Питого      |                 | Елиминиран седми                                                 |
| Верислав Туджаров 21, София            | Таяк             | Питого      | Питого      |                 | Елиминиран осми                                                  |
| Ралица Гинкова 25, Лондон              | Минданао         | Минданао    | Минданао    |                 | Елиминирана девета                                               |
| Златина Димитрова 22, Бургас           | Таяк             | Минданао    | Минданао    | Лапу Лапу       | Елиминирана десета 1-ви член на журито                           |
| Димитър Ходжев „Митьо Крика“ 33, София | Питого           | Питого      | Минданао    | Лапу Лапу       | Елиминиран единадесети 2-ри член на журито                       |
| Джулиета Окот 40, Ню Йорк              | Питого           | Питого      | Питого      | Лапу Лапу       | Елиминирана дванадесета 3-ти член на журито                      |
| Христина Русева 29, София              | Минданао         | Минданао    | Питого      | Лапу Лапу       | Елиминирана тринадесета 4-ти член на журито                      |
| Людмила Иванова 42, София              | Минданао         | Минданао    | Питого      | Лапу Лапу       | Елиминирана четиринадесета 5-и член на журито                    |
| Любен Иванов 26, София                 | Питого           | Питого      | Минданао    | Лапу Лапу       | Елиминиран петнадесети 6-и член на журито                        |
| Маргарита Амиджинова „Меги“ 22, София  | Таяк             | Минданао    | Минданао    | Лапу Лапу       | Елиминирана в предизвикателство, шестнадесета 7-и член на журито |
| Кирил Харалампиев 29, София            | Питого           | Питого      | Минданао    | Лапу Лапу       | Елиминиран в предизвикателство, седемнадесети 8-и член на журито |
| Людмила Димитрова 31, София            | Питого           | Питого      | Питого      | Лапу Лапу       | Трета                                                            |
| Ива Пранджева 37, Пловдив              | Питого           | Питого      | Питого      | Лапу Лапу       | Подгласник                                                       |
| Георги Кехайов 19, Добринище           | Минданао         | Минданао    | Минданао    | Лапу Лапу       | Победител                                                        |

## Пети сезон
На 16 октомври 2013 г. bTV обяви официално, че подновява риалити предаването със сезон 5. Снимките на новия сезон се провеждат в Камбоджа през февруари 2014 г., а излъчването на епизодите започва на 15 септември същата година, от понеделник до четвъртък от 21:30 ч. През този сезон „Сървайвър: Камбоджа – Студио“ с водещ Христина Апостолова се излъчва всяка събота преди централната емисия на bTV Новините.
Мотото на Survivor: Камбоджа е „Ветерани срещу новобранци“, защото сред участниците има 11 души от предишни сезони на предаването у нас, както и 12 напълно нови участници.
Има и промяна във формата – след изгонване на племенен съвет на всеки участник му се дава втори шанс да се завърне в играта. Всеки изгонен на племенен съвет отива на Острова на прокудените, където се провежда дуел, като всеки оцелял в него се приближава до възможността за завръщане отново в играта при обединяването на племената на 25-ия ден от началото на играта. Един от участниците – Росен Вангелов започва играта си в предаването от ден първи на Островът на прокудените, без да има досег с племената.
Победител е Ваня Джаферович, който получава наградата от 100 000 лева.

### Участници
| Участник                            | Първоначално племе     | Обединено племе | Финал                                                             |
| ----------------------------------- | ---------------------- | --------------- | ----------------------------------------------------------------- |
| Росен Вангелов 36, София            | Острова на прокудените |                 | Елиминиран първи                                                  |
| Янита Янчева 26, Варна              | Гаруда                 |                 | Елиминирана втора                                                 |
| Силвия Димитрова 33, Стара Загора   | Гаруда                 |                 | Елиминирана трета                                                 |
| Васил Петков 52, Велико Търново     | Нага                   |                 | Елиминиран четвърти                                               |
| Мерлина Арнаудова 42, Кюстендил     | Нага                   |                 | Елиминирана пета                                                  |
| Силвия Радулова 35, София           | Гаруда                 |                 | Елиминирана шеста след нарушения на правилата                     |
| Ралица Кирилова 32, София           | Гаруда                 |                 | Елиминирана седма                                                 |
| Марчо Марков 28, Поморие            | Нага                   |                 | Елиминиран осми                                                   |
| Явор Зайн 27, София                 | Нага                   |                 | Елиминиран девети                                                 |
| Десислава Стефанова 28, София       | Нага/Гаруда            | Кхмер           | Елиминирана десета                                                |
| Дияна Агонцева 43, София            | Гаруда                 | Кхмер           | Елиминирана единадесета след нарушения на правилата               |
| Светослав Бърканичков 40, Плевен    | Гаруда                 | Кхмер           | Елиминиран дванадесети 1-ви член на журито                        |
| Крум Сираков 27, София              | Нага                   | Кхмер           | Елиминиран тринадесети 2-ри член на журито                        |
| Дамяна Матева 22, София             | Нага                   | Кхмер           | Елиминирана четиринадесета 3-ти член на журито                    |
| Станислав Илиев „Финдо“ 33, София   | Гаруда                 | Кхмер           | Елиминиран петнадесети 4-ти член на журито                        |
| Антон Агонцев 41, София             | Гаруда                 | Кхмер           | Елиминиран шестнадесети 5-и член на журито                        |
| Емануил Найденов 36, София          | Нага                   | Кхмер           | Елиминиран седемнадесети 6-и член на журито                       |
| Йорданка Николова „Йори“ 29, Левски | Нага                   | Кхмер           | Елиминирана осемнадесета 7-и член на журито                       |
| Надежда Прокопиева 25, София        | Нага                   | Кхмер           | Елиминирана в предизвикателство, деветнадесета 8-и член на журито |
| Ива Пранджева 41, Пловдив           | Гаруда                 | Кхмер           | Елиминирана в предизвикателство, двадесета 9-и член на журито     |
| Димитър Димитров 35, София          | Гаруда                 | Кхмер           | Трети любимец на зрителите с 38% гласове                          |
| Светлин Занев 40, Варна             | Гаруда                 | Кхмер           | Подгласник                                                        |
| Ваня Джаферович 30, Стара Загора    | Нага                   | Кхмер           | Победител                                                         |

## Шести сезон
Осем години след последния сезон – на 15 април 2021 година bTV обявява, кастинг за нов сезон на приключенското реалити. Снимките се провеждат през лятото на същата година във Филипините, а епизодите се излъчват от 21 февруари 2022 г., от понеделник до сряда в 21:00 ч.
Шестият сезон Survivor: Скритият идол е най-краткият реализиран в България – участниците са в изолация само 43 дни, а епизодите са 30. Владимир Карамазов отново е водещ на формата, а победителят в последния сезон Ваня Джаферович става водещ на съпътстващата онлайн продукция Survivor зад кадър. Зад реализацията на сезона стои екипът на bTV с продуцент Ангелина Белчева, както и DreamTeam Group на Евтим Милошев, който е част от предаването още от първия сезон.
Победител е Зоран Петровски, който печели 150 000 лева.
От 21 юли 2025 г. се излъчват повторения на сезона всеки делничен ден от 21:30 ч. по bTV.

### Участници
| Участник                              | Първо племе | Второ племе | Трето племе | Обединено племе | Финал                                                             |
| ------------------------------------- | ----------- | ----------- | ----------- | --------------- | ----------------------------------------------------------------- |
| Пейо Георгиев 43, Троян               | Ифугао      |             |             |                 | Елиминиран първи                                                  |
| Илиан Василев 37, Ямбол               | Бонток      |             |             |                 | Елиминиран втори                                                  |
| Маргарита Чанева 36, София            | Бонток      | Бонток      |             |                 | Елиминирана трета                                                 |
| Ивайло Крушарски 28, София            | Ифугао      | Бонток      |             |                 | Напуснал доброволно                                               |
| Милен Кутелов 33, Хасково             | Ифугао      | Бонток      |             |                 | Елиминиран четвърти                                               |
| Ивана Микова 43, София                | Ифугао      |             |             |                 | Елиминирана пета                                                  |
| Георги Петков 24, София               | Бонток      | Ифугао      |             |                 | Елиминиран шести                                                  |
| Иван Узунов 26, Благоевград           | Бонток      | Бонток      | Ифугао      |                 | Елиминиран седми                                                  |
| Йоана Върбичкова 34, Великобритания   | Бонток      | Бонток      | Бонток      | Мапурондо       | Елиминирана осма 1-ви член на журито                              |
| Джулиана Бутракова 22, Пазарджик      | Ифугао      | Ифугао      | Безименните | Мапурондо       | Елиминирана девета 2-ри член на журито                            |
| Драгомир Методиев 46, София           | Ифугао      | Ифугао      |             | Мапурондо       | Елиминиран десети 3-ти член на журито                             |
| Мила Савова 31, Варна                 | Ифугао      | Бонток      | Безименните | Мапурондо       | Елиминирана единадесета 4-ти член на журито                       |
| Александра Петкова 35, Плевен         | Бонток      | Ифугао      | Безименните | Мапурондо       | Елиминирана дванадесета 5-и член на журито                        |
| Денис Христофоров 24, София           | Ифугао      | Бонток      | Безименните | Мапурондо       | Елиминиран тринадесети 6-и член на журито                         |
| Иван Георгиев – Ванко 32, София       | Бонток      | Ифугао      | Бонток      | Мапурондо       | Елиминиран в предизвикателство, четиринадесети 7-и член на журито |
| Борислава Върбанова 29, Пловдив       | Бонток      | Бонток      | Бонток      | Мапурондо       | Елиминирана в предизвикателство, петнадесета 8-и член на журито   |
| Анелия Щерева 21, София               | Ифугао      | Ифугао      | Ифугао      | Мапурондо       | Елиминирана в предизвикателство, шестнадесета 9-и член на журито  |
| Карин Околие 27, София                | Бонток      | Ифугао      | Ифугао      | Мапурондо       | Трета                                                             |
| Ганка Статева 25, Дорково             | Ифугао      | Ифугао      | Ифугао      | Мапурондо       | Подгласник                                                        |
| Зоран Петровски 39, Северна Македония | Бонток      | Бонток      | Бонток      | Мапурондо       | Победител                                                         |

## Седми сезон
На 30 септември 2022 г. е обявен кастингът за нов сезон на „Сървайвър“ по bTV – Survivor: В непознати води. Макар първоначално да е обявен с това име, преди старта в ефир сезонът вече носи името само Survivor 7.
Седмият сезон на предаването въвежда нов начин на реализация – чрез силно скъсено отстояние между периода на заснемане и излъчване на епизодите, а зрителите имат възможност да определят развоя на събитията във формата като гласуват кой да напусне предаването. След 12-ия епизод и елиминирането на общо четирима участници по този метод е обявено, че предаването навлиза в нов етап, при който състезателите ще отпадат след дуели между номинираните на племенен съвет.
За първи път в българското издание на „Сървайвър“ участва цяло племе от популярни личности, които – като отбор „Известни“ – се борят срещу избраните чрез кастинг участници, обединени в племето „Войни“. Десетте популярни лица са обявени на 22 януари 2023 г. Имената на останалите участници стават ясни седмица по-късно. В същия ден bTV обявява, че играчите ще се състезават в Доминикана 90 дни и така седмият сезон ще бъде най-дългият сезон на риалити предаването у нас досега. Наградата за победителя е 150 000 лева. Впоследствие по време на излъчването 90-те дни са променени на 70.
През този сезон „Сървайвър“ има и нов водещ. Това е победителят от Survivor: Камбоджа и вече част от екипа на предаването от шестия сезон – Ваня Джаферович.
Продуцент на сезона е екипът на международната компания Acun Medya. Победител е футболистът Благой Георгиев, който печели 150 000 лева и титлата „последният оцелял“.

### Участници
| Участник                           | Първо племе | Второ племе | Обединено племе | Финал                                                              |
| ---------------------------------- | ----------- | ----------- | --------------- | ------------------------------------------------------------------ |
| Златомира Опрова 31, Враца         | Войни       |             |                 | Елиминирана първа                                                  |
| Стефани Разсолков 22, София        | Известни    |             |                 | Напуснала доброволно                                               |
| Крум Цонев 27, Плевен              | Войни       |             |                 | Елиминиран втори                                                   |
| Филип Буков 29, София              | Известни    |             |                 | Напуснал поради здравословни причини                               |
| Марго Купър 29, София              | Известни    |             |                 | Елиминирана трета                                                  |
| Александра Накова 32, София        | Войни       |             |                 | Елиминирана четвърта                                               |
| Елина Панайотова 26, София         | Войни       | Червени     |                 | Елиминирана пета                                                   |
| Божана Кацарова 33, София          | Известни    | Сини        |                 | Елиминирана шеста                                                  |
| Георги Валентинов 29, Стара Загора | Известни    | Червени     | Жълти           | Елиминиран седми 1-ви член на журито                               |
| Станилия Стаменова 34, София       | Известни    | Червени     | Жълти           | Елиминирана осма 2-ри член на журито                               |
| Снежана Макавеева 32, София        | Известни    | Сини        | Жълти           | Елиминирана девета 3-ти член на журито                             |
| Стефан Попов – Чефо 29, Варна      | Известни    | Сини        | Жълти           | Елиминиран десети 4-ти член на журито                              |
| Иван Булкин 27, Пловдив            | Известни    | Червени     | Жълти           | Елиминиран единадесети 5-и член на журито                          |
| Кирил Хаджиев – Тино 26, Варна     | Войни       | Червени     | Жълти           | Елиминиран дванадесети 6-и член на журито                          |
| Павел Здравков 25, София           | Войни       | Сини        | Жълти           | Елиминиран тринадесети 7-и член на журито                          |
| Мария Обрейкова 21, Карлово        | Войни       | Червени     | Жълти           | Елиминирана четиринадесета 8-и член на журито                      |
| Геновева Иванова 24, Плевен        | Войни       | Сини        | Жълти           | Елиминирана петнадесета 9-и член на журито                         |
| Цветелин Ставрев 21, София         | Войни       | Сини        | Жълти           | Елиминиран шестнадесети 10-и член на журито                        |
| Татяна 44, Съединение              | Известни    | Червени     | Жълти           | Елиминирана в предизвикателство, седемнадесета 11-и член на журито |
| Едис Пала 27, София                | Войни       | Сини        | Жълти           | Елиминиран в предизвикателство, осемнадесети 12-и член на журито   |
| Светослав Славчев 49, София        | Войни       | Червени     | Жълти           | Елиминиран в предизвикателство, деветнадесети 13-и член на журито  |
| Данаил Стоянов 22, Враца           | Известни    | Сини        | Жълти           | Трети                                                              |
| Ермина Боянова 21, София           | Войни       | Сини        | Жълти           | Подгласник                                                         |
| Благой Георгиев 41, София          | Известни    | Червени     | Жълти           | Победител                                                          |